# Медведев, Юрко
Юрко (Юрий) Медведев (189?—1919?/1920) — участник махновского движения, член партии боротьбистов.

## Биография
Родился в смешанной украинско русской семье в конце девятнадцатого столетия в Туркеноской волости, Александровского уезда Екатеринославской губернии.
Во время революции 1917 года присоединился к украинской партии боротьбистов.
В начале 1919 года Юрий был начальником боевого участка махновцев. В феврале 1919 года Юрий принимал участие в Съезде представителей от крестьянских и рабочих советов, подотделов, штабов и фронтовиков от Туркеновского совета, съезд проходил в Гуляйполе.
Летом 1919 года Медведев был командиром кавалерии 3-й Заднепровской бригады им. Махно. Во время допроса красноармейца бронепоезда № 1 П. С. Кудло в конце июля 1919, последний заявил что в плену у махновцев он видел связанного Медведева которого зарубили по приказу Н. Махно.?
После занятия Екатеринослава махновцами в ноябре 1919 года Юрий принимал участие в разных собраниях и митингах в частности в митинге который проходил в Зимнем театре, на митинге он критиковал действие Украинского правительства которое находилось в Москве.
20 мая 1920 года в селе Михайловка Медведев был арестован красноармейцами .